# 泰比島 (喬治亞州)
泰比島（英語：Tybee Island）是一個位於美國喬治亞州查塔姆縣的城市。

## 地理
泰比島的座標為32°00′24″N 80°50′58″W / 32.00667°N 80.84944°W，而該地的平均海拔高度為3米（即10英尺）。

## 人口
根據2010年美國人口普查的數據，泰比島的面積為8.30平方千米，當中陸地面積為6.00平方千米，而水域面積為2.30平方千米。當地共有人口2990人，而人口密度為每平方千米360人。